# 郭时济
郭時濟（英語：Rombert Casimir Kowalski；1884年12月23日—1970年11月27日），方濟各會會士，天主教美籍波蘭裔主教。曾任武昌教區主教（1941年-1970年）。

## 生平

### 早年生活
郭時濟出生於1884年12月23日，在美國密歇根州霍頓縣卡魯梅。1903年入加方濟會，並於1911年6月22日晉鐸。
1912年，郭時濟被派遣至新墨西哥州麥金萊縣蓋洛普的耶穌聖心堂擔任副本堂司鐸。後來，又被調往桑多瓦爾縣比亞博蘭卡，擔任堂區主任司鐸。

### 武昌服務
1926年10月，郭時濟受到參加芝加哥國際聖體大會武昌宗座監牧艾原道邀請，前往中國武昌傳教。先後擔任花園山主教公署賬房司鐸、武昌小修院院長及兼管聖若瑟醫院。
1937年調任黃石港預備修院院長，管理傳教訓練班。因教務工作成績顯著，獲升任為武昌宗座代牧區副主教。1940年初，因艾原道主教病重，被調任武昌主教公署，協助艾原道管理教務。

### 晉牧
1940年10月25日，艾主教去世，郭時濟代管代牧區事務。1941年11月24日，郭時濟獲時任教宗庇護十二世任命為武昌宗座代牧區宗座代牧，領銜伊普蘇斯教區主教。
1942年1月11日，在花園山聖家堂主教座堂舉行晉牧典禮，由漢口宗座代牧希賢主教主禮，漢陽宗座代牧愛德華·高爾文主教、蘄春宗座代牧佳格理主教和武昌教區方濟會會長闞司鐸襄禮。

### 二戰被捕
1941年12月太平洋戰爭爆發，郭主教的行動受到日軍的日益處嚴密監視。1943年2月，日軍將郭主教以及所有美籍神職人員和會士以「敵國僑民」身份捕捉，關押在上海傳教士集中營。武昌傳代牧區教務由國籍司鐸周行愚代理。1945年8月日本投降，郭主教及其他會士獲釋，由上海返到武昌。
1946年4月11日，聖座決定在中國實行聖統制，武昌宗座代牧區升為武昌教區。

### 花園山育嬰堂事件
1949年10月1日，中國共產黨在中國大陸地區建立中華人民共和國，並開始針對天主教進行宗教迫害及打壓。郭主教繼續大力擴展聖母軍，反對共產政府及“三自”方針。
1951年4月26日，武漢市政府聲稱收到家屬及職工舉報，教區轄下的花園山育嬰堂過去虐殺了16,000名嬰兒。同年5月26日政府拘捕郭主教，隨即公安局又宣稱在其住處發現若干違禁物品。1953年8月22日，武漢市中級人民法院判處郭主教有期徒刑5年，其後將郭主教及其他外國傳教士驅逐出境。
郭主教被捕前，先後任命華籍史憲璋神父、趙心耕神父和蔣蘇神父為教區署理，繼續管理教區。但是，他們因為忠於教宗，拒絕聽從中共及加入愛國會，而被捕及坐監和進入勞改營。

### 晚年
郭主教返到美國後，首先定居在辛辛那提聖安東尼，不久在美國各地傳教。他曾出席1962年至1965年間舉行的梵蒂岡第二屆大公會議。
1970年11月27日，郭時濟主教在美國亞利桑那州阿帕奇縣聖約翰斯去世，年85歲。